# عصر قهرمانان (فیلم)
عصر قهرمانان (به انگلیسی: Age of Heroes) فیلمی محصول سال ۲۰۱۱ و به کارگردانی آدریان ویتوریا است. در این فیلم بازیگرانی همچون شان بین، دانی دایر، ایزابلا میکو، جیمز دارسی، اکسل هنی، گای برنت و دنیل برکلبنک ایفای نقش کرده‌اند.